# کانو مونه‌شیگه
کانو مونه‌شیگه (به ژاپنی: 狩野宗茂 Kanō Muneshige); نامشخص – نامشخص، بعد از ۱۱۹۳) سامورایی در دوره کاماکورا اهل ژاپن بود.
در ماه مه ۱۱۹۳، کانو مونه‌شیگه و هوجو توکیماسا مسئول ساخت و سازهای آماده‌سازی عمارت در محل فوجی نو ماکی گاری، یک رویداد شکار بزرگ برنامه‌ریزی شده توسط یوریتومو بودند. پس از آن که برادران سوگا، سوگا سوکه‌ناری و سوگا توکیمونه قاتل پدرشان، کودو سوکه‌تسونه را در جریان انتقام برادران سوگا در این رویداد ترور کردند. در آخر شب شکار، مونه‌شیگه در بازجویی سوگا توکیمونه حضور داشت.